# Estela da Fome

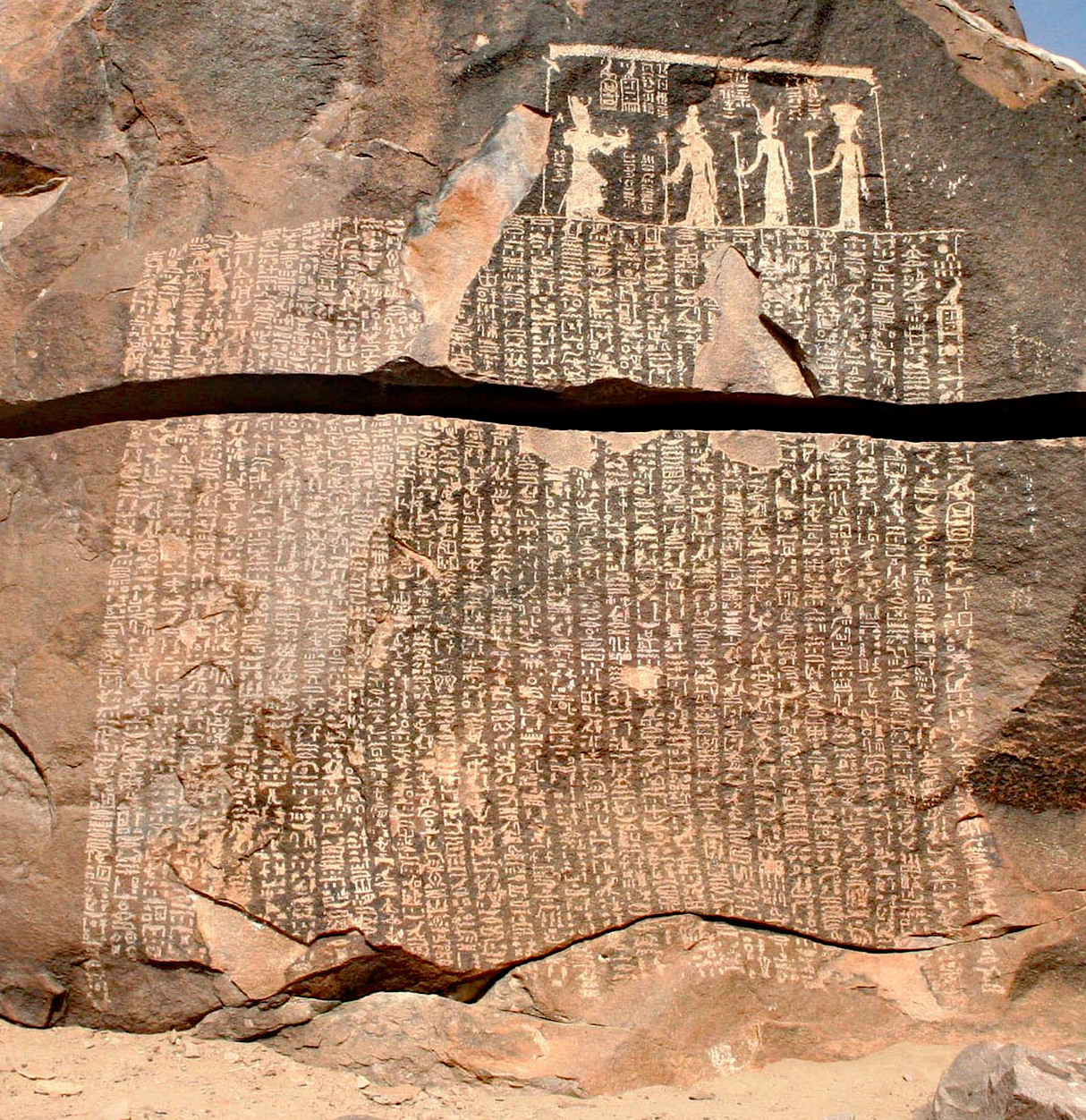
Estela da Fome

A Estela da Fome é umas inscrições feitas numa rocha de granito que se encontra na parte sul da ilha de Sehel, no rio Nilo, na região meridional do Egito.
Na parte superior da estela é possível observar a representação de três deuses da mitologia egípcia, o deus Quenúbis, e as deusas Sátis e Anúquis. Em frente deles encontra-se o faraó Djoser realizando uma oferenda aos deuses, posição confirmada pelas mãos da figura. Estes três deuses eram importantes na região próxima da ilha, formando em Elefantina, uma tríade ou agrupamento de três deuses. A própria ilha de Sehel estava dedicada a Satis.
As inscrições foram feitas na época ptolomeica, a fase final da história do Antigo Egito, sendo atribuídas a Ptolomeu V. No entanto, o texto refere-se a acontecimentos que teriam tido lugar na época do rei Djoser, que viveu dois mil anos antes.
Segundo o texto, Djoser encontrava-se no seu palácio, perturbado por sentimentos de tristeza profunda. Uma seca se tinha abatido sobre o Egito nos últimos sete anos, o que fazia com que o Nilo não transbordasse e depositasse nas terras o lodo que as fertilizava e que permitia a prática agrícola.
Tentando obter alguma resposta para a situação de calamidade, Djoser pede ajuda aos sacerdotes de Imhotep, o seu ministro, que decidem investigar nos arquivos do templo de Tot em Hermópolis.
Um sacerdote informa ao rei que o Nilo era controlado pelo deus Quenúbis na ilha de Elefantina. O deus está irado e por esta razão não permite que as águas do Nilo circulem. Djoser manda realizar oferendas, como forma de tentar aplacar o deus.  Na noite seguinte o rei teve um sonho no qual viu Quenúbis, que lhe prometeu um fim para a fome.
O rei decide emitir um decreto a favor de Quenúbis, no qual oferece ao templo do deus em Elefantina a região compreendida entre Assuão e Tacompso, com todas suas riquezas.
A estela foi descoberta em 1889 por C.E. Wilbour, não sendo possível comprovar a autenticidade dos acontecimentos nela relatados. É possível que o rei Ptolomeu V se tenha querido identificar com o seu antepassado Djoser na luta contra a fome ou talvez ela relate acontecimentos que foram transmitidos por via oral ou que se achavam num documento antigo.